# Пам'ятний знак Михайлові Грушевському (Скала-Подільська)
Пам'ятний знак Михайлові Грушевському (Ставок) — монументальне увіковічнення видатного українського історика та державного діяча Михайла Сергійовича Грушевського (1866—1934) в селищі  Скала-Подільська Борщівського району Тернопільської області

## Історія пам'ятника
Пам'ятник Михайлу Грушевському було встановлено в центральному сквері с.Скала-Подільська у 2010 році. 14 травня 1896 році  тут, в  Миколаївській церкві обвінчався з Марією Вояковською, яка працювала в Скалі вчителькою, майбутній президент УНР Михайло Грушевський. М.Вояковська, закінчивши Львівську вчительську семінарію, до 1893 році працювала практиканткою у чотирикласній народній школі в Скалі. Згодом вона отримала роботу у Львові, де і познайомилася з майбутнім чоловіком. Вони часто навідувалися в Скалу-Подільську. Грушевський багато спілкувався с місцевими культурними і громадськими діячами, із скальською «Просвітою». Після одруження Марія покинула вчительську працю та зайнялася літературними перекладами. Разом з Наталією Кобринською вони організували дитячі «захоронки» (перші дитячі садки).  

## Опис
Пам'ятний знак Михайлу Грушевському містить портрет діяча, над яким у верхньому лівому кутку розміщено герб України, осяяний сонячним  промінням. Напис "Видатному українському вченому і політичному діячеві від громади Скала-Подільської на честь 800-ліття заснування рідного міста" 